# Бранд-Ербісдорф
Бранд-Ербісдорф (нім. Brand-Erbisdorf) — місто в Німеччині, розташоване в землі Саксонія. Входить до складу району Середня Саксонія.
Площа — 46,24 км2. Населення становить 9145 ос. (станом на 31 грудня 2020).